# 169年
| 千纪： | 1千纪                                                                                           |
| 世纪： | 1世纪 \| 2世纪 \| 3世纪                                                                         |
| 年代： | 130年代 \| 140年代 \| 150年代 \| 160年代 \| 170年代 \| 180年代 \| 190年代                       |
| 年份： | 164年 \| 165年 \| 166年 \| 167年 \| 168年 \| 169年 \| 170年 \| 171年 \| 172年 \| 173年 \| 174年 |
| 纪年： | 己酉年（鸡年）；东汉建宁二年                                                                    |

## 大事记
- 中国
  - 第二次党锢之祸。
- 羅馬帝國
  - 羅馬共治皇帝路奇烏斯·維魯斯病逝，馬爾庫斯·奧列里烏斯成為唯一羅馬皇帝。

## 各国领袖

### 非洲
- 库施
  - 国王：Tarekeniwal（155年－170年）

### 亚洲
- 中国
  - 东汉：
    - 皇帝：汉灵帝（168年－189年）
- 朝鲜
  - 百济：
    - 国王：肖古王（166年－214年）

  - 高句丽：
    - 国王：新大王（165年－179年）

  - 新罗：
    - 国王：阿达罗尼师今（154年－184年）

### 欧洲
- 高加索伊比里亚
  - 国王：法斯曼三世（145年－185年）
- 罗马帝国
  - 皇帝（两帝共治）：
    - 马可·奥勒留（161年－180年）
    - 维鲁斯（161年－169年）

### 中东
- 奥斯若恩
  - 国王：Abgar VIII（167年－177年）
- 安息
  - 国王：沃洛吉斯四世（147年－191年）

## 出生
- 張遼，三國時期曹魏重要將領。（222年逝世）53岁
- 田疇

## 逝世
- 郭泰，汉朝政治家
- 范滂
- 李膺，東漢黨錮之禍受害者。
- 路奇烏斯·維魯斯，羅馬帝國161年－169年共治皇帝。